# 白禿猴
白禿猴（學名：Cacajao calvus）是一種細小的新世界猴，尾巴非常短，面紅禿頭，毛皮很長。牠們一般重少於9磅及長20-23吋。其下已知有四個已確認的亞種，所有都被列為易危：
- Cacajao calvus calvus
- Cacajao calvus ucayalii
- Cacajao calvus rubicundus
- Cacajao calvus novaesi

白禿猴分佈在巴西、秘魯及亞馬遜盆地的雨林。

## 生物及生態
白禿猴有很長的毛皮，顏色介乎白色至紅色之間。牠們是禿頭的，故名禿猴。牠們的尾巴像兔的小尾，在新世界猴間算是短小的，只有約5.9吋長，只有體長的一半。由於牠們缺乏皮膚色素，面部組織充滿微血管，故其面呈鮮紅色。鮮紅色的面是健康的一種訊號。繁殖期於10月至5月。雌猴會釋放香味吸引雄猴交配。妊娠期不詳。牠們的下顎非常強壯，可以用來打開堅硬果實的殼。牠們的壽命一般為20歲。
白禿猴是樹棲的靈長類，會按季節棲息在巴西及秘魯亞馬遜盆地的氾濫森林。在乾旱的季節，牠們會走到地上尋找種子及其他食物材料。牠們67%的食物是種子；18%為果實；6%花朵；其他獵物及芽則佔5%。牠們也會吃昆蟲，但卻不會主動尋找作為食物。
白禿猴群每天可以移動4.8公里遠。群落成員約為5-30隻，最多甚至可以多達100隻。估計雌性白禿猴是有戀出生地性，故是雄猴離開出生群落。牠們的地盤約有500-600公頃大。牠們會發出獨特的叫聲、擺動尾巴及豎起毛髮來保護地盤。

## 威脅
白禿猴的保育狀況於2008年由近危改為易危，牠們的數量因獵殺及失去棲息地而在過去30年下降了最少30%。雖然保育工作已經改良，但實際的數量卻依舊下跌。由於牠們的棲息環境很有限制，故很易受到人類活動的影響。
森林的消失及獵殺都是對於白禿猴來說最重要的威脅。於1980年至1990年間，平均每年就有15.4公頃的熱帶森林被破壞，而新熱帶也同樣面對失去森林的問題。於1997年，亞馬遜盆地就經歷了最大的森林破壞。砍伐硬木是整體森林破壞的主因。冠層的破壞及失去森林直接影響這種樹棲白禿猴的生態。另外，白禿猴群落位近亞馬遜河，很易成為獵人獵殺的對象。

## 保育
1999年，世界銀行開展了一個保育巴西雨林的計劃，目標是從德國、英國及其主要工業國注資達3億5000萬美元保護亞馬遜盆地。多項保育計劃亦正實施保護亞馬遜盆地。巴西當局亦會提高監管非法砍伐、採礦及伐林等行為。

## 外部連結
- ARKive
- BBC Archive.today的存檔，存档日期2012-12-09
- The Red Uakari Monkey Project （页面存档备份，存于）